# 만난

4개의 1,4-글리코사이드 결합으로 연결된 β-D-만노스 단위(갈락토스 곁사슬 포함)을 보여주는 전형적인 만난의 소단위체

만난(영어: mannan)은 만노스를 주성분으로 함유하고 있는 중합체이다. 만난은 침엽수와 같은 고등 식물에서 발견되는 바이오매스의 주요 공급원인 헤미셀룰로스를 포함하는 다당류의 일종이다. 이들 중합체는 일반적으로 갈락토스와 글루코스(포도당)이라는 두 가지 다른 당을 포함한다. 이들은 종종 가지 구조(셀룰로스와는 달리)를 가지고 있다.

## 구조적 다양성
식물의 만난은 때때로 α(1→6) 갈락토스 가지와 함께 β(1→4) 글리코사이드 결합을 가지며 갈락토만난을 형성한다. 만난은 불용성이며 저장 다당류의 한 형태이다. 아이보리넛은 만난의 공급원이다. 추가적인 유형은 만노스/글루코스 β(1→4) 골격이 혼재된 침엽수에서 발견되는 갈락토글루코만난이다. 많은 만난은 아세틸화되고 일부는 해양 공급원으로부터 유래되며, 황산 에스터 곁사슬을 가지고 있다.
효모와 곤약 및 살렙과 같은 일부 식물은 세포벽에 α(1→6) 글리코사이드 결합으로 연결된 골격과 α(1→2) 및 α(1→3) 글리코사이드 결합으로 연결된 글루코스 가지를 갖는 글루코만난이 있는 다른 유형의 만난을 가지고 있다. 이는 수용성이며 포유류의 당단백질에서 발견되는 구조와 혈청학적으로 유사하다. 만난의 검출은 만난 결합 렉틴 경로에서 용해를 유도한다.

## 합성 및 분해

구아노신 이인산 만노스(GDP-만노스)는 만난의 전구체이다.

GDP-만노스는 만노실기전이효소라고 불리는 글리코실기전이효소의 기질이다.

## 생합성
GDP-만노스는 만노스 1-인산 구아닐릴기전이효소에 의해 GTP와 만노스 6-인산으로부터 생성된다.
만난(및 많은 관련 형태의 헤미셀룰로스)의 분해는 잘 연구되었다. 주요 만난 골격의 가수분해는 β-만노시데이스, β-글루코시데이스, β-만네이스를 포함한 다양한 효소에 의해 촉매된다. 곁사슬은 에스터레이스와 α-갈락토시데이스에 의해 분해된다.
만난의 긴 사슬이 더 짧은 사슬로 가수분해될 때 이러한 짧은 사슬 분자는 만난올리고당(MOS)로 알려져 있다. 정의상 만난올리고당은 불용성의 갈락토만난 또는 수용성의 글루코만난으로부터 생성될 수 있지만 후자의 유형이 더 널리 판매된다.
글루코만난 만난올리고당은 생체활성으로 인해 축산 및 영양 보충제의 프리바이오틱스로 사용된다.

## 어원
만난이란 이름은 여러 종의 나무와 관목에서 생산되는 "만나"에서 유래하였다. 예를 들어 만니톨이 원래 분리된 분비물인 프락시누스 오르누스(Fraxinus ornus)를 예로 들 수 있다.

## 같이 보기
- 글루칸
- 프럭탄
- 갈락탄
- α-만난 분해

## 더 읽을 거리
- Stewart, James; Curtis, Joan; Spurck, Timothy P.; Ilg, Thomas; Garami, Attila; Baldwin, Tracey; Courret, Nathalie; McFadden, Geoffrey I.; Davis, Antony; Handman, Emanuela (July 2005). “Characterisation of a Leishmania mexicana knockout lacking guanosine diphosphate-mannose pyrophosphorylase”. 《International Journal for Parasitology》 (영어) 35 (8): 861–873. doi:10.1016/j.ijpara.2005.03.008. PMID 15936761.